# فلقورة سوية الرأس
فلقورة سوية الرأس (الاسم العلمي: Fulgora orthocephala) هي نوع من الحشرات يتبع جنس الفلقورة من الفصيلة الفلقورية.